# Matt Nagy
Pour les articles homonymes, voir Nagy.
Matt Nagy, né le 24 avril 1978 à Dunellen au New Jersey, est un joueur de football américain en salle (arena football) devenu entraîneur de football américain. Il évoluait au poste de quarterback.
Il est l'entraîneur principal des Bears de Chicago de la National Football League (NFL) de 2018 à 2021.

## Biographie

### Carrière de joueur
Il a étudié à l'université du Delaware et a joué pour les Fightin' Blue Hens du Delaware de 1997 à 2000. Il termine sa carrière universitaire en tant que meilleur passeur de l'histoire des Fightin' Blue Hens avec un total de 8 214 yards à la passe ainsi que 58 touchdowns à la passe.
Non sélectionné lors de la draft 2001 de la NFL et n'arrivant pas à obtenir contrat avec une équipe de la NFL, il tente sa chance dans l'Arena Football League (AFL), une ligue de football américain en salle, en signant avec les Dragons de New York. Il a également joué pour les Cobras de la Caroline, le Force de la Géorgie et les Destroyers de Columbus durant sa carrière professionnelle, toutes jouées dans l'AFL. Sa carrière professionnelle prend fin en 2008 après la faillite de l'AFL.

### Carrière d'entraîneur
Il rejoint en 2008 le personnel des entraîneurs des Eagles de Philadelphie comme stagiaire non payé, sous les ordres d'Andy Reid. En 2010, il obtient un premier emploi à temps plein avec les Eagles en tant qu'assistant des entraîneurs. L'année suivante, il est nommé entraîneur du contrôle de la qualité offensive.
Au terme de la saison 2012, Reid est renvoyé par les Eagles et arrive aux Chiefs de Kansas City. Nagy le rejoint avec les Chiefs et devient l'entraîneur des quarterbacks. Après le départ du coordinateur offensif Doug Pederson qui est devenu l'entraîneur principal des Eagles, il est promu au poste de coordinateur offensif en 2016.
Il devient l'entraîneur principal des Bears de Chicago le 8 janvier 2018. À sa première saison à la barre des Bears, il mène les Bears à un bilan de 12 victoires contre 4 défaites, le titre de la division NFC North et une première qualification en phase éliminatoire depuis 2010. Son équipe perd toutefois lors du tour préliminaire contre les Eagles de Philadelphie au score de 16 à 15 à la suite d'une tentative de field goal ratée de Cody Parkey. Il est nommé entraîneur de l'année au terme de la saison.
Après avoir affiché un bilan de 6 victoires contre 11 défaites durant la saison 2021, il est renvoyé par les Bears le 10 janvier 2022
il est actuellement coordinateur offensif pour les Chiefs de Kansas City